# 耶律贴不
耶律贴不（?—?），汉名耶律宗凞，为契丹（遼朝）皇族，遼圣宗的弟弟耶律隆祐的兒子。
遼圣宗以他為豫章王，太平九年（1029年）六月，任長寧軍節度使。次年為河南道行軍副都統。十九年（1050年），為中京留守，封為魏國王。五年（1059年），為西京留守，歷封吳王、衛王。次年，任南府宰相。辽道宗清宁九年（1063年）七月，參加耶律重元之亂，在灤河圍困遼道宗，失敗后，被削爵為民，流放鎮州（今蒙古国哈達桑東）。
有子耶律耶鲁，被过继给无子的耶律隆运。

## 传記資料
- 《遼史》